# Städjan

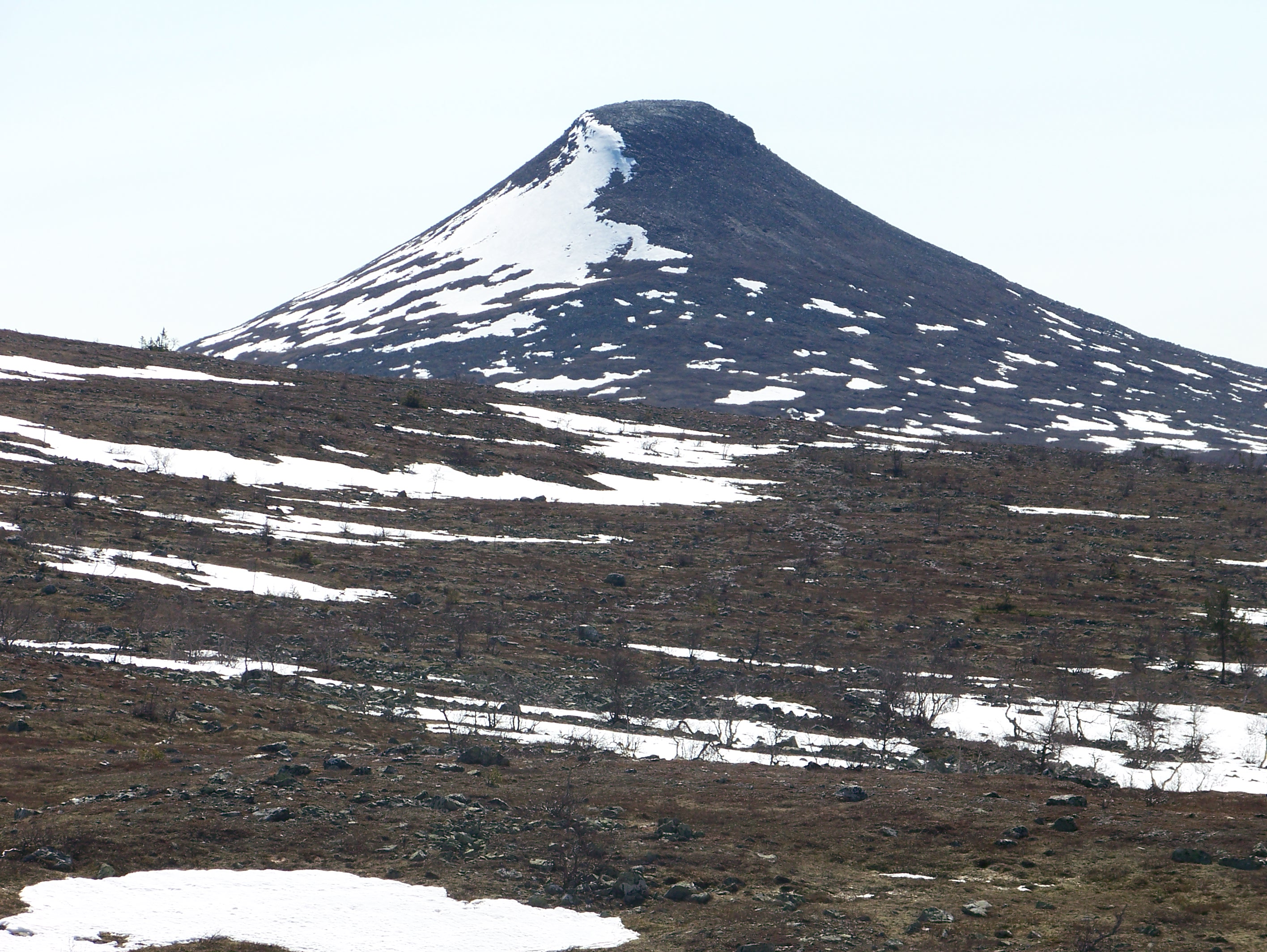
Städjan.

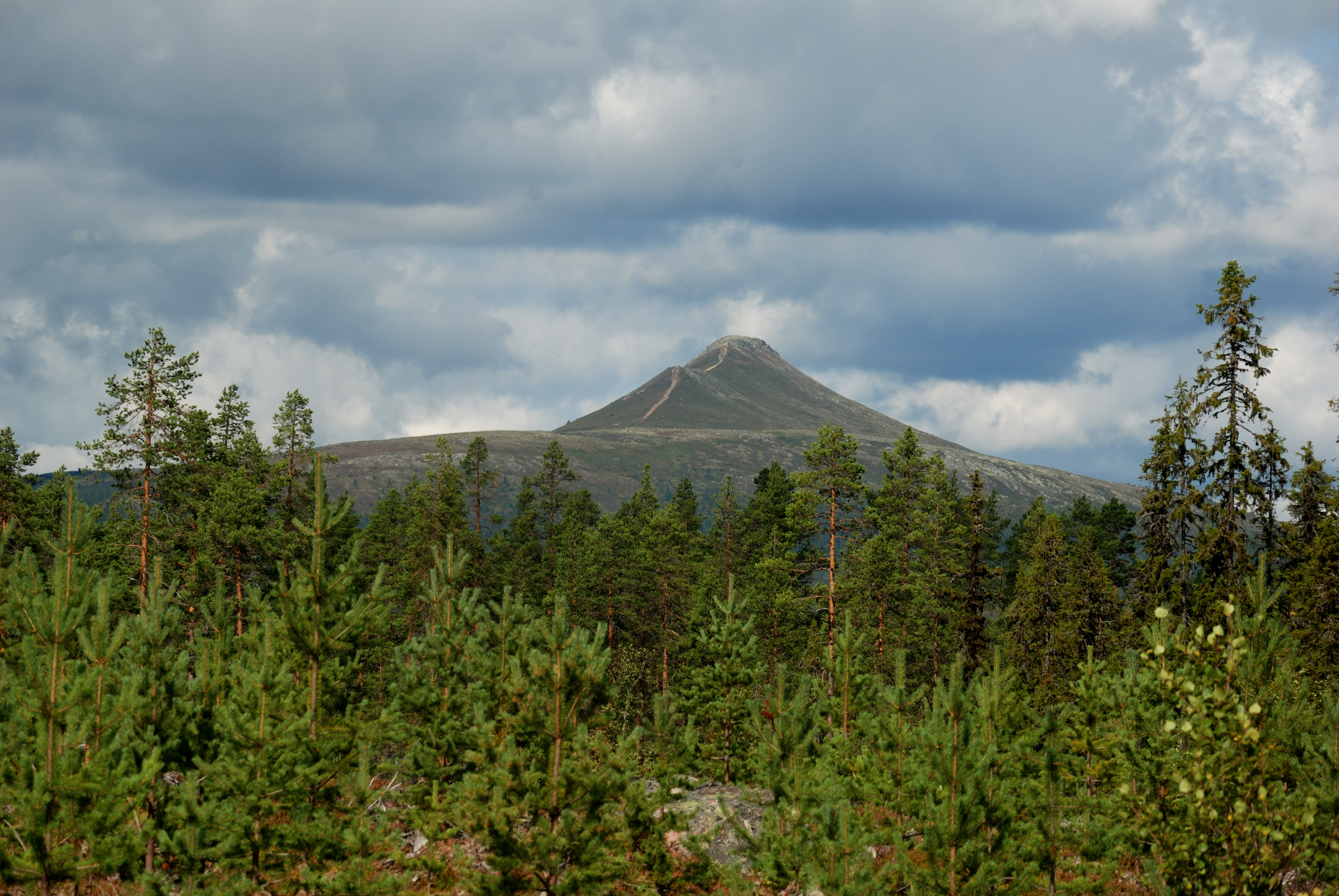
Städjans karakteristiska profil sedd från länsväg 311.

Städjan är ett fjäll i Älvdalens kommun i norra Dalarna, i Idre socken. Fjället är den sydligaste toppen i det svenska fjällmassivet. Berget skiljer sig från andra i regionen genom sin branta toppkrona som höjer sig från ett mer typiskt lågfjäll. Toppkronan är utsträckt i nord-sydlig riktning och har en högre topp i norr (1131 m) och en lägre i söder. En smal sadel binder samman topparna.
Städjan bildar tillsammans med intilliggande Nipfjället Städjan-Nipfjällets naturreservat. Området kring Städjan och hela nordvästra delen av Älvdalens kommun är sommarbetesmark för renhjordarna i Idre sameby.

## Städjan som turistmål
Under sent 1800-tal publiceras ett flertal skildringar av fjällvandringar och bestigningar av Städjan.

### Guidebok för resande och turister 1880
År 1880 publicerade Carl Gustaf Litström och K.F Morelius en beskrivning av vägen till Städjan i boken Genom öster Dalerne för resande och turister. De uppskattade att färden från Idre by till Städjans topp ska vara en och en halv mil lång.

### A. Cederströms bestigning 1888
En tidigt dokumenterad bestigning av fjället Städjan utfördes 1888 av A. Cederström och hans medhjälpare E. Patron, två vandringsmän från Svenska Turistföreningen. Cederström dokumenterade senare detta i turistföreningens årsskrift från 1889.

#### Förberedelser
Han beskriver att det var under sommaren som de reste till fots från Røros i Norge på väg mot Mora stannade de över natten på ett värdshus i byn Idre söder om Städjan. I värdshuset blev de tipsade av byinvånarna om Städjan. Som utforskare valde de själva att göra ett försök med att bestiga fjället.
Riktlinjerna som de fick var att fjället låg en mil norr om Idre och att det var en halvmil uppför bergskanten.
Dagen efter deras ankomst till Idre påbörjade gruppen sin vandring. Cederström beskriver att de hade med sig vandringsstavar, lädertröjor, kompass, pipa och tobak. Det var viktigt med lätt utrustning då de ville färdas så snabbt som möjligt. Deras kosa förde dem norrut uppför de branta sluttningarna upp mot fjällkedjan. När Städjan blev synlig genom den täta skogen tog de en riktning åt nordväst för att undvika den brantaste bergsväggen som låg på den södra sidan av fjället. Efter några timmars vandring nådde de fram till Åsvallen, gården vid Städjans fot. Här blev gruppen försedd med proviant av Inga, husets värdinna.

#### Bestigningen
Här började bestigningen. Enligt Cederström hade under hela dagen vädret varit mulet med starka vindar och regnmoln. Med sikten satt på fjällets topp skulle de inte ge upp trots att vädret var så dåligt. Först vandrade de uppför ett bälte ut av tätvuxen furuskog som fick gruppen att lita sig till kompassen för att finna vägen. När de nådde trädgränsen tog den piskande vinden fart men de motiverades av att kunna se Städjans sydliga spets som kallas "Lillstädjan" som var något lägre än den norra. Med sikte på den sydligare spetsen kämpade de sig uppför branten. Sedan var det endast en kort bit kvar. De följde den farliga egg som ej var bredare än en gångstig mellan de båda topparna varsamma var de satte sina fotsteg för att inte försvinna ner för den branta sluttningen.

#### Utsikten
Cederström beskriver hur förbryllade de båda blev av den mäktiga utsikten över omgivningen. Männen kunde se byarna Heden och Särna sticka ut ur något som Cederström tyckte likna oaser i den stora skogsöknen. I Öst syntes fjällen Fjättervåla och Oxåsvåla, med flera fjäll i det angränsande landskapet Härjedalen. Norrut närmast till Städjan stod det betydliga Nipfjället. Enligt Cederström var utsikten till väst den mest storartade. Man såg bortanför Fämundsjöns stränder de stora fjällen Svuckutstöt, Solfjället och Sonfjället som alla är högre än Städjan. De noterade även att ett stenblock markerade fjällets högsta punkt, 3961 fot över havet. Stenen var en del av det fyra fot höga bröstvärnet som omringade en eldstad. Bakom värnet belönade sig männen med en pipa "Portorico" medan de tog skydd från den starka vinden, innan sin nedstigning. 

### En skidtur till Städjan 1901
Turisten och vandringsmannen Selim Birger publicerade en text i Svenska turistföreningens årsbok 1901 om sina resor i norra Dalarna med sin jämnårige vän. Boende hos handlaren och affärsmannen Jonsson i byn Idre hade Birger och hans vän som mål att bestiga Städjan till påskafton. Deras resa utfördes på skidor då det fortfarande låg snö kvar. De satte av mot Burusjön som bedrev timmerdriftning. Birger lyfter fram hur de kunde se timmerarbetarnas hyddor liggande i skogskanten till den skog som ledde upp mot fjället. Kämpande upp genom skogen lyckades de ta sig upp till "Lillstädjan" där de fick lov att krypa på alla fyra på den smala egg som knöt samman Sädjans topp med Lillstädjan. Birger och hans kamrat firade påskafton på Städjans topp genom att koka choklad och äta en mindre påskmiddag. Birger beskriver hur han själv gillade utsikten från fjäll mer på vintern än på sommaren. 

## I populärkultur
Fjället har inspirerat många författare och gjort avtryck i den svenska litteraturen. Olof Rudbeck utnämnde på 1600-talet Städjan till världens högsta berg och gudarnas boning. Richard Dybeck inspirerades 1844 av fjället till temat i Sveriges nationalsång, "Du gamla, du fria (, du fjällhöga nord)". I Selma Lagerlöfs Nils Holgerssons underbara resa genom Sverige (1906-1907) navigerar ledargåsen Akka med hjälp av Städjans säregna profil.
Berget förekommer som en central del i boken "Svart Stjärna" av Joakim och Jesper Ersgård.

## Konflikter
Under 1990-talet och fram till 2007 drev Stiftelsen Idre Fjäll, till 2005 med stöd av Friluftsfrämjandets riksorganisation, planer att exploatera berget med tio slalombackar och sex liftsystem. Detta mötte starka reaktioner från organisationer som Svenska naturskyddsföreningen, Dalarnas Ornitologiska förening och Svenska Turistföreningen, eftersom området är skyddat av Natura 2000 samt är av riksintresse för sina naturvärden och för samerna.
Torsdagen den 8 mars 2007 tog regeringen beslut om att Städjan ska bevaras orört och inte byggas ut. Idrefjällens och Städjans värden beskrevs av miljöminister Andreas Carlgren som orubbligt skyddsvärda, och han poängterade att lagstiftningen i detta fall är glasklar. 